# Multioppia glabra
Multioppia glabra är en kvalsterart som först beskrevs av Mihelcic 1955.  Multioppia glabra ingår i släktet Multioppia och familjen Oppiidae. Inga underarter finns listade i Catalogue of Life.